# Saanen (district)
Saanen is een district in het kanton Bern met hoofdplaats Saanen. Het district omvat 3 gemeenten op 240 km². Het district grenst aan drie andere kantons, Fribourg, Vaud en Wallis.
| gemeentenaam      | inwonersaantal (31/12/2005) | oppervlakte (km²) |
| ----------------- | --------------------------- | ----------------- |
| Gsteig bei Gstaad | 953                         | 62,4              |
| Lauenen           | 821                         | 58,7              |
| Saanen            | 6786                        | 119,8             |
| Totaal (3)        | 8560                        | 240,9             |

Aarberg · Aarwangen · Bern · Biel · Büren · Burgdorf · Courtelary · Erlach · Fraubrunnen · Frutigen · Interlaken · Konolfingen · Laupen · Moutier · La Neuveville · Nidau · Niedersimmental · Oberhasli · Obersimmental · Saanen · Schwarzenburg · Seftigen · Signau · Thun · Trachselwald · Wangen